# Dasitrombium margeritanum
Dasitrombium margeritanum – gatunek roztocza z kohorty Trombidiformes i rodziny Neotrombidiidae.
Gatunek ten został opisany w 2006 roku przez Ryszarda Haitlingera.
Roztocz ten ma punktowane scutum i scutellum. Szczeciny hypostomalne, biodrowe, większość grzbietowych i brzusznych i te na odnóżach oraz stopach i goleniach nogogłaszczków ma nagie. Na stopach przedniej pary odnóży ma po jednym sonidion i eupatidium.
Larwy tego roztocza są ektopasożytami prostoskrzydłych.
Gatunek znany Wenezueli.